# Wayne Bartholomew
Pour les articles homonymes, voir Bartholomew.
Wayne Rabbit Bartholomew est un surfeur professionnel australien né le 30 novembre 1954, président de l'Association des surfeurs professionnels. C'est également un acteur australien.

## Biographie
Il a commencé le surf à Snapper Rocks, mais son histoire commence quand il a déménagé à Kirra à 13 ans. Rabbit est devenu synonyme de Kirra. Dans le début des années 1970, il a fait le ménage sur le circuit australien, avec des affrontements avec des rivaux de sa ville natale Peter Townend et Michael Peterson.
Wayne fait irruption sur la scène internationale pendant l'hiver 1975, après quelques années de séjour à Hawaii sur le North Shore. Cet hiver-là, le milieu du surf a été ébranlé par le surf de Shaun Tomson, Mark Richards, Ian Cairns, Peter Townend, lui-même et quelques autres : Hawaï n'était plus le domaine exclusif des sections locales.
Il a été couronné champion du monde en 1978, est resté dans le top cinq, pendant sept années consécutives et a manqué de peu de reconquérir le titre en 1983. 
Il entre dans le Hall of Fame du surf australien en 1987.
Wayne arrête la compétition en 1986, mais il revient en 1999, âgé de 44 ans pour participer au Quiksilver Masters, il est champion du monde Masters (35 - 44 ans). Il y participe aussi en  2001 où il est vice-champion du monde Grand Masters derrière Mark Richards et en 2003, où le résultat est inversé et il redevient ainsi champion du monde de surf Grand Masters (plus de 45ans). Wayne décroche ainsi un titre mondial dans les 3 catégories : WCT - Masters et Grand Masters en 25 ans.
Wayne a également été président de l'ASP World Tour de 1998 à mars 2009.

## Palmarès

### Titres
- 2003 : Champion du monde Grand Masters (plus de 45 ans) au Quiksilver Masters à Oahu, Hawaï[3],[4].
- 1999 : Champion du monde Masters (plus de 35 ans).
- 1978 : Champion du monde ASP World Tour.

### Podiums
- 2001 : Vice-champion du monde des plus de 45 ans au Quiksilver Masters en Irlande
- 1983 : Vice-champion du monde ASP World Tour
- 1977 : Vice-champion du monde ASP World Tour

### Victoires
- 1982 : 9th 2SM/Coca-Cola Surfabout, Sydney, Nouvelle-Galles du Sud, Australie (WCT)
- 1981 : Marui World Surfing Pro, Hebara Beach, Chiba, Japon (WCT)
- 1980 : Gull/Alder Grand Prix of Lacanau, Gironde, France (èvenements)
- 1980 : Straight Talk Southside Open, Cronulla, Nouvelle-Galles du Sud, Australie (WCT)
- 1979 : Wave Rider Mag Florida Pro, Sebastian Inlet, Floride, États-Unis (WCT)
- 1979 : N.P.S.A Japan Cup, Kugenuma Beach, Kanagawa, Japon (WCT)
- 1978 : Grog's Seaside Pro, Seaside Heights, New Jersey, États-Unis (WCT)
- 1978 : Effco/Stubbies Surf Classic, Burleigh Heads, Queensland, Australie (WCT)
- 1977 : Hang Ten, Cabana Beach, Durban, Afrique du Sud (WCT)

### WCT
Ses places en WCT
- 1984 : 14e
- 1983 :   2e
- 1982 :   5e - 1 victoire
- 1981 :   4e - 1 victoire
- 1980 :   4e - 1 victoire
- 1979 :   3e - 2 victoires
- 1978 : Champion du monde - 2 victoires
- 1977 :   2e - 1 victoire

## Filmographie
- 2008 : One Track Mind
- 2008 : The Movie - Then and Now
- 2008 : Bustin Down the Door
- 2007 : Down the Barrel
- 2006 : Ultimate Sessions
- 1982 : Storm Riders de Dick Hoole et Jack McCoy avec également Mark Richards, Gerry Lopez, Tom Carroll, Robbie Naish
- 1976 : Spinnin Wheels

## Sources et références
1. ↑  (en) « HallofFame | Australian Surfing Awards » (consulté le 13 mai 2024)
2. ↑  (en) Wayne raccroche après 36 ans dans le surf
3. ↑  (fr) Wayne Bartholomew Champion du monde des plus de 45 ans
4. ↑  (fr) compte rendu des Masters et Grand Masters
5. ↑  (en) Statistiques ASP World Tour